# Ravnica, Radovljica
Ravnica je naselje v Občini Radovljica.